# Tomisław Rozwadowski
Tomisław Rozwadowski herbu Trąby (ur. 18 września 1841 w Rożyskach, zm. 17 października 1920) – powstaniec styczniowy, poseł do Sejmu Krajowego Galicji V i VI kadencji (1882–1895), właściciel dóbr Honiatyn koło Uhrynowa.

## Życiorys
Był wnukiem Kazimierza oraz synem Wiktora (1812-1858, powstaniec listopadowy) i Emilii Szymanowskiej herbu Ślepowron (zm. 1848). Miał braci Bartłomieja (1846-1882), Franciszka (1848-1916), Tadeusza.
Był oficerem 1 pułku ułanów uczestniczył w kampanii włoskiej w 1859, podczas powstania styczniowego był dowódcą kawalerii. Zorganizował oddział jazdy powstańczej w powiecie kałuskim. Walczył pod Tyszowcami, Tuczapami gdzie wsławił się brawurowym atakiem. Na jesieni transportował broń dla powstańców. W powstaniu brali udział także jego bracia, a Tadeusz poległ pod Małaszowem.
Po ustanowieniu autonomii galicyjskiej (1867) wybrany z grupy większych właścicieli ziemskich był członkiem Rady c. k. powiatu kałuskiego, pełniąc funkcję członka wydziału, do około 1869. Był członkiem oddziału kałusko-doliniańsko-żydaczowskiego C. K. Galicyjskiego Towarzystwa Gospodarskiego. Na przełomie lat 70./80. był też członkiem rady zawiadowczej Galicyjskiego Zakładu Zastawniczego i Kredytowego we Lwowie.
W 1882 wybrany został do Sejmu Krajowego z I kurii obwodu Żółkiew, z okręgu wyborczego Żółkiew, ponownie z tego samego okręgu w 1889 na kolejną, VI kadencję Sejmu. W 1884 został posłem do austriackiej Rady Państwa.
W 1880 kupił majątek Łuczyce. Jego żoną była Melania Rulikowska (1842-1894), z którą miał trzech synów: Tadeusza (1866-1928, generał), Samuela (ur. 1867, jako rotmistrz poległ 15 lipca 1915), Wiktora (1869-1940, pułkownik, ofiara zbrodni katyńskiej). Według relacji rodzinnej utracił cały majątek grając w karty w Wiedeńskim Klubie Dżokejskim. Wobec związanego z tym braku majątku rodzinnego z tego względu jego trzej synowie podjęli służbę w C. K. Armii. Zmarł 17 października 1920. Wraz z żoną został pochowany na cmentarzu przy cerkwi w rodzinnym majątku w Babinie.